# David Somerset, 11. Duke of Beaufort

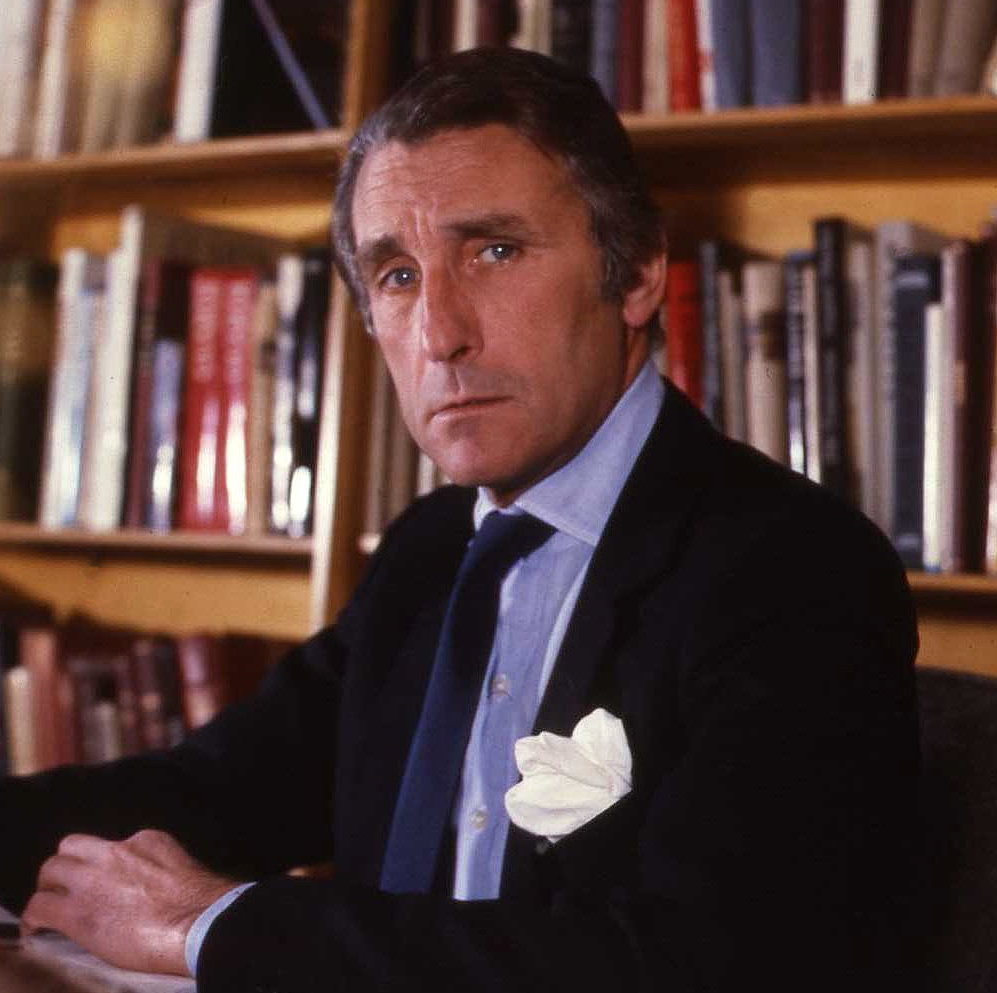
David Robert Somerset, 11. Duke of Beaufort

David Robert Somerset, 11. Duke of Beaufort (* 23. Februar 1928; † 16. August 2017), bis 1984 bekannt als David Somerset, war ein britischer Peer und Politiker der Conservative Party. Er war durch Erbfolge von 1984 bis 1999 Mitglied des House of Lords.

## Biographie

### Frühes Leben
Er war der Sohn von Henry Robert Somers Fitzroy de Vere Somerset und Bettine Violet Malcolm und besuchte das Eton College. Sein Vater war der Enkel von Lord Henry Somerset, zweiter Sohn von Henry Somerset, 8. Duke of Beaufort und der Aktivistin der Abstinenzbewegung Lady Isabella Somers-Cocks. Er und seine Familie stammen in der männlichen Linie von Edward III. ab; der erste Somerset war ein legitimierter Sohn von Henry Beaufort, 2. Duke of Somerset, dessen Großvater ein legitimierter Sohn von John of Gaunt war. Er war ein Cousin 6. Grades von Königin Elizabeth II. durch ihren gemeinsamen Vorfahren William Cavendish, 3. Duke of Devonshire.

### Militärdienst
Er trat am 6. September 1946 in den Dienst der Coldstream Guards als Second Lieutenant ein. Am 1. Januar 1949 wurde er zum Lieutenant befördert.

### Funktionen und Besitz
Er war Hereditary Keeper des Raglan Castle, Präsident der British Horse Society von 1988 bis 1990 und Vorsitzender (Chairman) von Marlborough Fine Art. Er stand auf Platz 581 in der Sunday Times Rich List 2008 mit einem geschätzten Vermögen von 135 Millionen Pfund. Seine Mitgliedschaft im House of Lords endete durch den House of Lords Act 1999. Für einen der verbleibenden Sitze trat er nicht an.

### Affäre um dieRiver Tawe footbridge
Der Duke of Beaufort geriet im Januar 2009 in die Kritik, als ein Councillor in Swansea, Ioan Richard, durch den Freedom of Information Act entdeckte, dass dem Herzog 281.431 Pfund für eine 70 Fuß hohe Brücke, die über den River Tawe nahe Swansea gebaut werden sollte, gezahlt worden waren. Den Dukes of Beaufort wurde der angestammte Besitz des Flussbettes 400 Jahre zuvor zugesprochen, daher musste das Council den Herzog für das Baurecht bezahlen.
Richard gab an, dass er wütend sei, dass öffentliche Gelder als Bezahlung eines der reichsten Anwesen Großbritanniens genutzt werden müssen. „Jahrhundertelang haben die Einwohner von Swansea Abgaben an den Duke of Beaufort bezahlt und wir schulden dieser mächtigen und reichen Familie gar nichts.“ Ein Sprecher des herzoglichen Anwesens Badminton House antwortete: „Wir wollen keine private Transaktion kommentieren.“

## Familie
Er war in erster Ehe mit Lady Caroline Jane Thynne (28. August 1928 bis 22. April 1995) verheiratet, Tochter von Henry Thynne, 6. Marquess of Bath, sie heirateten am 5. Juli 1950. Die Hochzeit fand in der St Peter’s Church, Eaton Square, in der Gegenwart von George VI. und  seiner Queen Consort, sowie weiteren Mitgliedern der königlichen Familie statt.
Sie hatten vier Kinder:
- Henry Somerset, 12. Duke of Beaufort, Höflichkeitstitel bis 2017 Marquess of Worcester (* 22. Mai 1952), verheiratet mit Tracy Louise Ward (einer Enkelin des 3. Earl of Dudley, frühere Schauspielerin und Umweltaktivistin)
  - Robert Somerset, Höflichkeitstitel Earl of Glamorgan, seit 2017 Marquess of Worcester (* 1989)
  - Lady Isabella Somerset (* 1991)
  - Lord Alexander Somerset (* 19. November 1993)
- Lady Anne Somerset, Historikerin (* 21. Januar 1955), verheiratet mit Matthew Carr (verstorben), eine Tochter.
- Lord Edward Alexander Somerset (* 1. Mai 1958), Heirat 1982 (Scheidung 2014) Hon. (Georgiana) Caroline Davidson (2. Tochter von John Davidson, 2. Viscount Davidson)
  - Francesca Somerset
  - Rose Somerset
- Lord John Robert Somerset (* 5. November 1964) auch bekannt als Lord Johnson Somerset, geschieden von Lady Cosima Vane-Tempest-Stewart (Tochter von Alexander Vane-Tempest-Stewart, 9. Marquess of Londonderry)
  - Lyle Somerset
  - Romy Somerset

David Somerset heiratete am 2. Juni 2000 Miranda Elisabeth Morley (* 1947), eine Tochter von Brigadier General Michael Frederick Morley. Beaufort wurde 1988 für die International Best Dressed List Hall of Fame nominiert.